# Coupe du monde de saut à ski 2000-2001
Navigation
Édition précédente Édition suivante
L'édition 2000/2001 de la coupe du monde de saut à ski est une compétition sportive internationale rassemblant les meilleurs athlètes mondiaux pratiquant le saut à ski. Elle s'est déroulée entre le 24 novembre 2000 et le 18 mars 2001 et a été remportée par le Polonais Adam Małysz suivi de l'Allemand Martin Schmitt et du Finlandais Risto Jussilainen.

## Classement général
| Rang | Nom               | Pays      | Points |
| ---- | ----------------- | --------- | ------ |
| 1    | Adam Malysz       | Pologne   | 1531   |
| 2    | Martin Schmitt    | Allemagne | 1173   |
| 3    | Risto Jussilainen | Finlande  | 938    |
| 4    | Noriaki Kasai     | Japon     | 728    |
| 5    | Janne Ahonen      | Finlande  | 686    |
| 6    | Matti Hautamäki   | Finlande  | 648    |
| 7    | Wolfgang Loitzl   | Autriche  | 614    |
| 8    | Stefan Horngacher | Autriche  | 566    |
| 9    | Sven Hannawald    | Allemagne | 462    |
| 10   | Jani Soininen     | Finlande  | 394    |

## Résultats
| Date       | Lieu                   | Vainqueur                                                                            | Deuxième                                                                             | Troisième                                                                              |
| ---------- | ---------------------- | ------------------------------------------------------------------------------------ | ------------------------------------------------------------------------------------ | -------------------------------------------------------------------------------------- |
| 24.11.2000 | Kuopio                 | Martin Schmitt                                                                       | Sven Hannawald                                                                       | Andreas Widhoelzl                                                                      |
| 25.11.2000 | Kuopio                 | Norvège - Roar Ljoekelsoey - Olav Magne Doennem - Lasse Ottesen - Tommy Ingebrigtsen | Autriche - Wolfgang Loitzl - Martin Koch - Stefan Horngacher - Andreas Widhoelzl     | Finlande - Matti Hautamaeki - Ville Kantee - Jani Soininen - Janne Ahonen              |
| 2.12.2000  | Kuopio                 | Matti Hautamaeki                                                                     | Noriaki Kasai                                                                        | Michael Uhrmann                                                                        |
| 3.12.2000  | Kuopio                 | Martin Schmitt                                                                       | Janne Ahonen                                                                         | Ville Kantee                                                                           |
| 8.12.2000  | Ramsau                 | Concours annulé                                                                      | Concours annulé                                                                      | Concours annulé                                                                        |
| 9.12.2000  | Liberec                | Concours annulé                                                                      | Concours annulé                                                                      | Concours annulé                                                                        |
| 10.12.2000 | Liberec                | Concours annulé                                                                      | Concours annulé                                                                      | Concours annulé                                                                        |
| 16.12.2000 | Engelberg              | Concours annulé                                                                      | Concours annulé                                                                      | Concours annulé                                                                        |
| 17.12.2000 | Engelberg              | Concours annulé                                                                      | Concours annulé                                                                      | Concours annulé                                                                        |
| 29.12.2000 | Oberstdorf             | Martin Schmitt                                                                       | Noriaki Kasai                                                                        | Masahiko Harada                                                                        |
| 1.1.2001   | Garmisch-Partenkirchen | Noriaki Kasai                                                                        | Dmitri Vassiliev                                                                     | Adam Małysz                                                                            |
| 4.1.2001   | Innsbruck              | Adam Małysz                                                                          | Janne Ahonen                                                                         | Noriaki Kasai                                                                          |
| 6.1.2001   | Bischofshofen          | Adam Małysz                                                                          | Janne Ahonen                                                                         | Andreas Widhoelzl                                                                      |
| 13.1.2001  | Harrachov              | Adam Małysz                                                                          | Martin Schmitt                                                                       | Risto Jussilainen                                                                      |
| 14.1.2001  | Harrachov              | Adam Małysz                                                                          | Janne Ahonen                                                                         | Martin Schmitt                                                                         |
| 19.1.2001  | Park City              | Japon - Kazuyoshi Funaki - Kazuya Yoshioka - Masahiko Harada - Noriaki Kasai         | Finlande - Jani Soininen - Jussi Hautamaeki - Risto Jussilainen - Janne Ahonen       | Autriche - Wolfgang Loitzl - Andreas Widhoelzl - Martin Hoellwarth - Stefan Horngacher |
| 20.1.2001  | Park City              | Adam Małysz                                                                          | Wolfgang Loitzl                                                                      | Kazuya Yoshioka                                                                        |
| 24.1.2001  | Hakuba                 | Martin Schmitt                                                                       | Risto Jussilainen                                                                    | Andreas Widhoelzl                                                                      |
| 27.1.2001  | Sapporo                | Adam Małysz                                                                          | Wolfgang Loitzl                                                                      | Jussi Hautamaeki                                                                       |
| 28.1.2001  | Sapporo                | Adam Małysz                                                                          | Risto Jussilainen                                                                    | Jani Soininen                                                                          |
| 2.2.2001   | Willingen              | Finlande - Ville Kantee - Jussi Hautamaeki - Jani Soininen - Risto Jussilainen       | Autriche - Martin Hoellwarth - Stefan Horngacher - Wolfgang Loitzl Andreas Widhoelzl | Japon - Kazuyoshi Funaki - Kazuya Yoshioka - Hideharu Miyahira - Noriaki Kasai         |
| 3.2.2001   | Willingen              | Ville Kantee                                                                         | Adam Małysz                                                                          | Risto Jussilainen                                                                      |
| 4.2.2001   | Willingen              | Adam Małysz                                                                          | Risto Jussilainen                                                                    | Matti Hautamaeki                                                                       |
| 3.3.2001   | Oberstdorf             | Risto Jussilainen                                                                    | Veli-Matti Lindstroem                                                                | Matti Hautamaeki                                                                       |
| 4.3.2001   | Oberstdorf             | Martin Schmitt                                                                       | Adam Małysz                                                                          | Risto Jussilainen                                                                      |
| 7.3.2001   | Falun                  | Adam Małysz                                                                          | Martin Schmitt                                                                       | Wolfgang Loitzl                                                                        |
| 9.3.2001   | Trondheim              | Adam Małysz                                                                          | Andreas Goldberger                                                                   | Igor Medved                                                                            |
| 11.3.2001  | Oslo                   | Adam Małysz                                                                          | Stefan Horngacher                                                                    | Martin Schmitt                                                                         |
| 17.3.2001  | Planica                | Finlande - Veli-Matti Lindstroem - Tami Kiuru - Jussi Hautamaeki - Risto Jussilainen | Autriche - Wolfgang Loitzl - Andreas Goldberger - Martin Koch - Stefan Horngacher    | Japon - Hideharu Miyahira - Kazuya Yoshioka - Masahiko Harada - Noriaki Kasai          |
| 18.3.2001  | Planica                | Martin Schmitt                                                                       | Risto Jussilainen                                                                    | Tommy Ingebrigtsen                                                                     |

## Liens & Source
Résultats Officiels FIS